# Amir Muchtary
Amir Muchtary (in ebraico אמיר מוכתרי‎?; Kfar Saba, 12 giugno 1972) è un ex cestista israeliano.

## Carriera
Con Israele ha disputato due edizioni dei Campionati europei (1995, 1997).

## Palmarès
- Campionato israeliano: 1

Hapoel Galil Elyon: 1992-93
- ULEB Cup: 1

Hapoel Gerusalemme: 2003-04